# Pierre-Joseph Tiolier

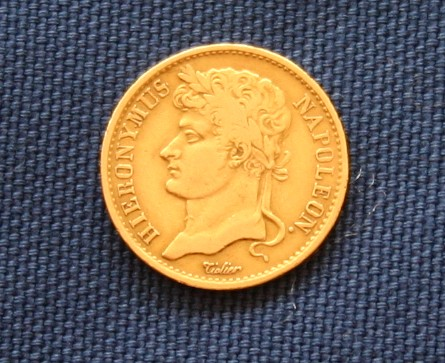
Münze mit Porträt von Jérôme Bonaparte

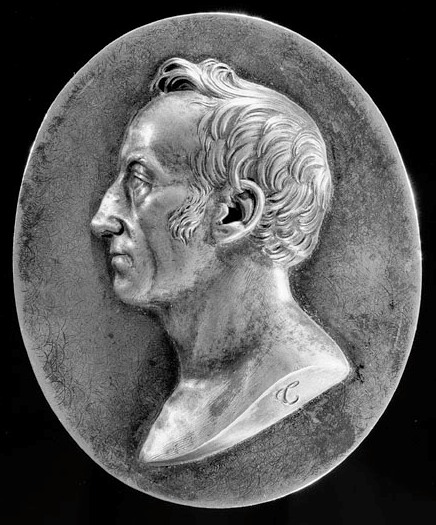
Medaillon mit Porträt von James Smithson

Pierre-Joseph Tiolier (* 17. März 1763 in London; † 27. Juni 1819 in Bourbonne-les-Bains, Kanton Bourbonne-les-Bains) war ein Medailleur französischer Münzen und Medaillen.
Tiolier, Sohn französischer Eltern, war ein Schüler von Benjamin Duvivier in Paris und lieferte dort Stempel für Medaillen und Münzen. Im März 1803 wurde er zum Haupt-Münz- und Siegelgraveur (Graveur Général des Monnaies) ernannt. Dieses Amt behielt er 13 Jahre bis 1816.
Im Jahr 1816 wurde ihm der Ordre de Saint-Michel verliehen.
Sein Sohn Pierre Nicolas Tiolier (1784–1853) wurde Bildhauer, arbeitete aber auch als Medailleur.